# Mahtomedi (Minnesota)
Mahtomedi est une ville américaine située dans le Comté de Washington, dans le Minnesota. Selon le recensement de 2010, sa population est de 7 676 habitants.